# Påfuglekalkun
Påfuglekalkun (Meleagris ocellata) er en fasanfugl, der lever på Yucatán-halvøen og nabolande.